# Planteamiento del problema
Un planteamiento del problema es una descripción de un asunto que debe ser abordado o una condición que debe mejorarse. Identifica la brecha entre el problema actual y el objetivo. La primera condición para resolver un problema es entender el problema, lo cual puede hacerse a través de una declaración del problema.
Las declaraciones del problema son utilizadas por la mayoría de las empresas y organizaciones para ejecutar proyectos de mejora de procesos.

## Propósito
El propósito principal de una declaración del problema es identificar y explicar el problema.
Otra función de la declaración del problema es servir como un dispositivo de comunicación.Antes de que comience el proyecto, las partes interesadas verifican que el problema y los objetivos estén descritos con precisión en la declaración del problema. Una vez aprobado, el proyecto lo revisa. Esto también ayuda a definir el alcance del proyecto.
La declaración del problema se consulta a lo largo del proyecto para establecer un enfoque dentro del equipo de proyectos y verificar que se mantengan en el camino correcto. Al final del proyecto, se revisa para confirmar que la solución realmente resuelve el problema.
La declaración del problema no define la solución ni los métodos para llegar a ella; solo reconoce la brecha entre el problema y el objetivo.

## Redacción
Existen varios elementos básicos que se pueden incluir en cada declaración del problema. La declaración del problema debe centrarse en el usuario final y no debe ser demasiado amplia ni demasiado estrecha.
Las declaraciones del problema suelen seguir un formato. Aunque existen varias opciones, el siguiente es un modelo que se utiliza con frecuencia en el análisis empresarial:
- Ideal: El estado deseado del proceso o producto.
- Realidad: El estado actual del proceso o producto.
- Consecuencias: Los impactos en el negocio si el problema no se soluciona o mejora.
- Propuesta: Soluciones potenciales.[8]